# Tataros község
Tataros község (románul: Comuna Brusturi, németül: Gemeinde Brestur) község Bihar megyében, Romániában. Központja Tataros, beosztott falvai Cigányfalva, Felsőtótfalu, Kövesd, Loránta, Orvisel, Szóvárhegy, Varaszótanya.

## Népessége
A 2011-es népszámlálás adatai alapján a község népessége 3469 fő volt.